# ETAOIN SHRDLU

Приклад зумисного гумористичного використання в «The Day Book» (1916)

Etaoin shrdlu — безглузда фраза, що іноді випадково з'являлася в англомовній пресі за використання лінотипів. Це 12 найчастіше вживаних літер англійської мови, що розташовувалися на клавіатурі лінотипа в два стовпички. Через особливості конструкції лінотипа, оператори не могли швидко виправляти окремі літери, тому сигналізували про помилку, набираючи «Etaoin shrdlu». Проте, фраза доволі часто потрапляла в фінальні тексти, що зробило її широко відомою.

## Історія

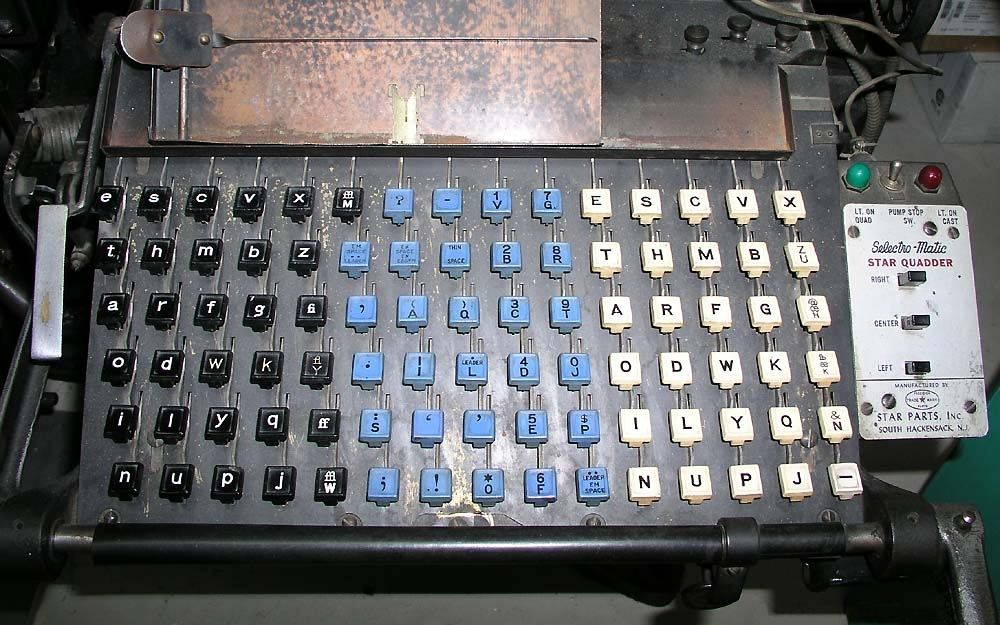
Клавіатура лінотипа

На клавіатурах лінотипів літери розташовувалися в порядку зменшення частоти використання. Це дозволяло пришвидшити набирання тексту, оскільки найбільше вживані літеру були згруповані поруч. Тому e-t-a-o-i-n і s-h-r-d-l-u були першими двома стовпцями на лівому боці клавіатури. Лінотипи відливали з металевого сплаву рядки, що лишали відбиток на папері. Через це в разі помилки набору було швидше відкинути отриманий рядок тексту, ніж переробити його належним чином. Коли оператор бачив, що припустився помилки, він повинен був завершити рядок, щоб витягнути його з лінотипа. Часто оператори проводили для цього пальцем по перших стовпцях клавіатури. Коректори могли легко розпізнати безглуздий текст, але іноді бракований рядок залишався непоміченим і потрапляв до друку.
Після виходу лінотипів з ужитку фраза «Etaoin shrdlu» стала сприйматися як зниклий атрибут минулої епохи, «містер Etaoin shrdlu».
Назву «Прощавай, Etaoin shrdlu» отримав документальний фільм про останній номер «The New York Times», надрукований за допомогою лінотипу (2 липня 1978 року).

## За межами типографії
- SHRDLU — рання система штучного інтелекту на Lisp, створена Террі Виноградом у 1972 році[3].
- ETAOIN SHRDLU — шахова програма, написана Гартом Куртуа-молодшим для мінікомп'ютера Nova 1200, який брав участь у 6-му та 7-му Чемпіонаті Північної Америки з комп'ютерних шахів ACM у 1975 та 1976 роках[4].
- Етьєн Шрдлу (Etienne Shrdlu) — ім'я персонажа в Mavis Beacon Teaches Typing — тренажері сліпого комп'ютерного набору наприкінці 1980-х[5].